# Гардінсбург (Індіана)
Гардінсбург (англ. Hardinsburg) — місто (англ. town) в США, в окрузі Вашингтон штату Індіана. Населення — 222 особи (2020).

## Географія
Гардінсбург розташований за координатами 38°27′59″ пн. ш. 86°16′35″ зх. д. / 38.46639° пн. ш. 86.27639° зх. д. (38.466505, -86.276354).  За даними Бюро перепису населення США в 2010 році місто мало площу 5,28 км², з яких 5,27 км² — суходіл та 0,01 км² — водойми.

## Демографія
Згідно з переписом 2010 року, у місті мешкало 248 осіб у 96 домогосподарствах у складі 61 родини. Густота населення становила 47 осіб/км².  Було 111 помешкання (21/км²).
Расовий склад населення:
| - 100,0 % — білих |

До двох чи більше рас належало 0,0 %. Частка іспаномовних становила 0,4 % від усіх жителів.
За віковим діапазоном населення розподілялося таким чином: 26,6 % — особи молодші 18 років, 62,1 % — особи у віці 18—64 років, 11,3 % — особи у віці 65 років та старші. Медіана віку мешканця становила 37,0 року. На 100 осіб жіночої статі у місті припадало 100,0 чоловіків;  на 100 жінок у віці від 18 років та старших — 93,6 чоловіків також старших 18 років.
Середній дохід на одне домашнє господарство  становив 38 005 доларів США (медіана — 40 000), а середній дохід на одну сім'ю — 38 675 доларів (медіана — 39 375). За межею бідності перебувало 24,9 % осіб, у тому числі 42,4 % дітей у віці до 18 років та 3,2 % осіб у віці 65 років та старших.
Цивільне працевлаштоване населення становило 76 осіб. Основні галузі зайнятості: роздрібна торгівля — 30,3 %, освіта, охорона здоров'я та соціальна допомога — 19,7 %, виробництво — 14,5 %, транспорт — 13,2 %.